# Danmarks skjulte reserver
Dnmarks skjulte reserver er en dansk dokumentarfilm fra 1944 med instruktion og manuskript af Axel Lerche.
Filmen indeholder klip fra filmen Kolding - et Centrum for Brunkuls Transporterne fra 1942.

## Handling
Om brunkulsproduktion under anden verdenskrig.